# Большие Лепесы
Больши́е Лепесы́ (бел. Вялі́кія Лепясы́) — деревня в Кобринском районе Брестской области Белоруссии. Входит в состав Буховичского сельсовета.
По данным на 1 января 2016 года население составило 1918 человек в 702 домохозяйствах.
В деревне расположены фельдшерско-акушерский пункт и магазин.

## География
Деревня расположена на северо-восточной границе города Кобрина и отделена от него улицей Калинина, в 2 км к северо-востоку от железнодорожной станции Кобрин и в 48 км к востоку от Бреста. Через деревню проходит автодорога Р2 Кобрин-Ивацевичи.
На 2012 год площадь населённого пункта составила 2,2 км² (220 га).

## История
В письменных источниках название встречается с XVI века как деревня в составе Кобринской экономии в Трокском воеводстве Великого княжества Литовского. В 1563 году Лепесы — имение в Берестейском воеводстве. В деревне был построен монастырь с церковью Креста Господня, который в 1638 году получил 1 волоку 9 морг земли и разрешение на рыбную ловлю от В. Ю. Пришихотского и его жены Р. А. Пекарской.
После третьего раздела Речи Посполитой в 1795 году деревня оказалась в составе Российской империи, в Кобринском уезде, с 1801 года в Гродненской губернии. В 1890 году Лепесы — деревня в Стриговской волости Кобринского уезда (314 десятин земли). В 1897 году деревня Большие Лепесы состояла из 35 дворов, в ней проживало 227 жителей, имелись хлебозапасный магазин, корчма (в жилом доме) и продовольственный магазин, работал кирпичный завод. Около деревни размещались: дом охраны при плотине № 4 (8 жителей), имение (8 жителей), военные казармы (при Московско-Варшавском шоссе, 2562 военнослужащих), 2 полковые церкви, полковые мастерские, военный клуб с буфетом, солдатская чайная и продуктовый магазин. В 1905 году в деревне проживало 284 жителя. В 1911 году — 379 жителей, казармы (2578 человек), имение Дм. Грозмана (25 жителей), 10 человек проживали при плотине.
С 1921 по 1939 год деревня в составе Стриговской гмины Кобринского повета Полесского воеводства Второй Речи Посполитой. В деревне проживало 184 человека (33 двора), в имении — 11 человек (2 двора). В 1930-е годы работали школа, вечерние курсы, читальный дом.
С 1939 года в составе БССР. С 15 января 1940 года в Кобринском районе Брестской области. C 12 октября 1940 года деревня — центр Лепесовского сельсовета, с 30 октября 1959 года в Ерёмичском, с 19 июля 1976 года в Буховичском сельсоветах. В 1940 году в деревне насчитывалось 75 дворов, 409 жителей, кирпичный завод, магазин, сельсовет, начальная школа, читальный дом, детский сад. На территории сельсовета находилось 13 населённых пунктов, 276 хуторов (1530 жителей), 475 дворов, 2368 жителей. Во время Великой Отечественной войны Большие Лепесы были оккупированы с июня 1941 по июль 1944 года. В 1947 году в деревне действовали медпункт и кирпичный завод. По данным всесоюзных переписей населения, в деревне проживало 457 жителей (1959), 882 жителя (1970).
В 1999 году в деревне насчитывалось 457 хозяйств, 1246 жителей. Деревня входила в состав колхоза «Кобринский» (центр — деревня Именин).
В деревне родился полесский поэт Дмитро Фальковский, писавший на украинском языке. В 1998 году в деревне был открыт мемориальный знак поэту, а также в его честь была названа улица, на которой находился отчий дом поэта.

## Население
В разное время население составляло:
- 1999 год: 457 хозяйств, 1246 человек;
- 2005 год: 511 хозяйств, 1420 человек;
- 2009 год: 1613 человек;
- 2016 год[2]: 702 хозяйства, 1918 человек;
- 2019 год[1]: 1953 человека.